# Стерадијан
Стерадијан (ste од грчког stereos, просторан; симбол: sr) је СИ изведена јединица за просторни угао и тродимензионални еквивалент радијана. Стерадијан се дефинише као "просторни угао код центра кугле полупречника r затворен делом површине кугле са површином r2." Пошто је површина ове сфере 4πr2, онда дефиниција имплицира да кугла има 4π стерадијана. Стерадијан се такође може назвати квадрираним радијаном.
Стерадијан је такође једнак сферној површини полигона који има додатак угла од једног радијана, до 1/4π целе кугле, или до (180/π)2 односно 3282,80635 квадратних степени. Стерадијан је првобитно био СИ допунска јединица, али је ова категорија укинута из СИ система 1995. године.
Стерадијан, као и радијан, је бездимензионална јединица, количник напрамне површине и квадрата њене удаљености од центра. Бројилац и именилац овог односа имају квадратну дужину димензије (тј. L2/L2 = 1, без димензија). Корисно је, међутим, разликовати бездимензионалне величине различите природе, те се симбол „sr“ користи за означавање просторног угла. На пример, интензитет зрачења се може мерити у ватима по стерадијану (W⋅sr−1). Стерадијан је раније био допунска јединица СИ, али је ова категорија укинута 1995. и стерадијан се сада сматра јединицом изведеном из СИ.

## Дефиниција
Стерадијан се може дефинисати као просторни угао који је у центру јединичне сфере састављен јединичном сфером на њеној површини. За општу сферу полупречника r, било који део њене површине са површином A = r2 обухвата један стерадијан у њеном центру.
Просторни угао је повезан са површином коју сече из сфере:
{\displaystyle \Omega ={\frac {A}{r^{2}}}\ {\text{sr}}\,={\frac {2\pi h}{r}}\ {\text{sr}}}
где
Ω је просторни угао
A је површина сферне капе, {\displaystyle 2\pi rh},
r је полупречник сфере, и
sr је јединица, стерадијан.
Пошто је површина A сфере 4πr2, дефиниција имплицира да сфера тежи 4π стерадијана (≈ 12,56637 sr) у свом центру, или да стерадијан тежи 1/4π (≈ 0,07958) сфере. По истом аргументу, максимални просторни угао који се може подвести у било којој тачки је 4π sr.

## Друга својства
Ако је A = r2, то одговара површини сферне капе (A = 2πrh) (где h представља „висину“ капе) и важи однос h/r = 1/2π. Према томе, у овом случају, један стерадијан одговара равном (тј. радијанском) углу попречног пресека једноставног конуса који пружа раван угао 2θ, при чему је θ дат као:
{\displaystyle {\begin{aligned}\theta &=\arccos \left({\frac {r-h}{r}}\right)\\&=\arccos \left(1-{\frac {h}{r}}\right)\\&=\arccos \left(1-{\frac {1}{2\pi }}\right)\approx 0.572\,{\text{ rad,}}{\text{ or }}32.77^{\circ }.\end{aligned}}}
Овај угао одговара углу равног отвора бленде од 2θ ≈ 1,144 rad или 65,54°.
Стерадијан је такође једнак сферној површини полигона чији је угаони вишак 1 радијан, до 1/4π целе сфере или до (180°/π)2
 ≈ 3282,80635 квадратних степени.
Пуни угао конуса чији попречни пресек пружа угао 2θ је:
{\displaystyle \Omega =2\pi \left(1-\cos \theta \right)\,{\text{sr}}=4\pi \sin ^{2}(\theta /2)\,{\text{sr}}}.

## СИ умношци
Милистерадијани (msr) и микростерадијани (μsr) се повремено користе за описивање снопова светлости и честица. Други умношци се ретко користе.